# تپه طاهرآباد ۳
تپه طاهر آباد ۳ مربوط به سده‌های میانه دوران‌های تاریخی پس از اسلام است و در شهرستان بوئین‌زهرا، روستای طاهر آباد واقع شده و این اثر در تاریخ ۱۱ شهریور ۱۳۸۲ با شمارهٔ ثبت ۹۷۷۷ به‌عنوان یکی از آثار ملی ایران به ثبت رسیده است.